# Simulium hematophilum
Simulium hematophilum es una especie de insecto del género Simulium, familia Simuliidae, orden Diptera.
Fue descrita científicamente por Laboulbene, 1882.